# نحن (فلم 2019)
نحن (بالإنجليزية: Us) هو فيلم رعب وإثارة أمريكي صادر عام 2019، من إخراج وكتابة جوردان بيل وبطولة النجمة لوبيتا نيونقو ووينستون ديوك.

## القصة
في سبيل الابتعاد عن حياتهم المشغولة بالأعباء، تقوم عائلة ويلسون بإجازة إلى سانتا كروز بكاليفورنيا في سبيل الاستجمام وقضاء الوقت مع عائلة تايلر، وفي ليلة، يقتحم أربعة غرباء مكان إقامة الأسرة ليكتشفوا أن المقتحمين هم قرناء لهم، يشبهونهم في كل شيء: الشكل والهيئة وطريقة الحديث لكن على نحو مخيف.
لا توجد روابط لمواقع التواصل الاجتماعي.

## وصلات خارجية
مقالات تستعمل روابط فنية بلا صلة مع ويكي بيانات